# Movitab
El Sistema de Movilidad Integral de Tabasco (conocido abreviadamente como MOVITAB), es un modelo de transporte colectivo de la ciudad de Villahermosa, Tabasco, México. Su administración está a cargo de la Secretaría de Movilidad del Gobierno del Estado de Tabasco.

## Historia

### Inauguración
El día 9 de junio de 2021, cerca del mediodía, el Gobernador del Estado, Adán Augusto López Hernández, junto al Secretario de Movilidad, Narciso Oropeza Andrade, dieron el banderazo de salida a las primeras 14 unidades de este nuevo sistema de transporte. Estas se tiene contemplado den servicio a la llamada Ruta Hospitales, antes Ruta 27-7 del Transbús, que recorre desde la Ranchería Buenavista Río Nuevo 1.ª Sección, pasando por los principales hospitales de la ciudad de Villahermosa y el Centro de la ciudad, hasta la Colonia Casablanca 2.ª Sección.

### Inicio de operaciones
Se tenía previsto iniciara a operar el mismo día de su inauguración, sin embargo, debido al aumento en casos nuevos de COVID-19 en la entidad, y la regresión a semáforo epidemiológico naranja, se pospuso su arranque entre dos y tres semanas.